# Котов Анатолій Романович
Анато́лій Рома́нович Ко́тов (25 вересня 1925—19 травня 1993) — радянський військовик, в роки Другої світової війни — снайпер 9-ї стрілецької роти 3-го стрілецького батальйону 1052-го стрілецького полку 301-ї стрілецької дивізії, молодший сержант. Повний кавалер ордена Слави.

## Життєпис
Народився в селі Толмачівка (нині — село Брашеванівка) Роздільнянського району Одеської області в селянській родині. Українець. Здобув початкову освіту. Працював трактористом.
З початком німецько-радянської війни і окупацією села, перебував на тимчасово окупованій території. До лав РСЧА призваний Цебриковським РВК у березні 1944 року. У чинній армії — з 4 квітня того ж року. Воював на 3-му Українському і 1-му Білоруському фронтах.
17 липня 1944 року під час контратаки супротивника на позиції 3-го стрілецького батальйону в районі села Варниця (Молдова) рядовий А. Р. Котов влучним вогнем з особистої зброї знищив 4 ворожих солдатів, довівши свій особовий рахунок до 14, у тому числі 2 снайпери.
14 січня 1945 року при прориві сильно укріпленої глибоко ешелонованої оборони супротивника південніше міста Варка (Польща) єфрейтор А. Р. Котов зі своєї особистої зброї знищив 12 солдатів ворога. У бою за розширення плацдарму на лівому березі річки Пілиця підповз до ворожого кулемету і гранатами знищив його разом з обслугою.
16 квітня 1945 року у бою за місто Гольцов (Німеччина) молодший сержант А. Р. Котов, будучи пораненим, гранатою підірвав кулемет супротивника разом з обслугою. На залізничній станції Вербіг, що південніше населеного пункту Нойлангзов (Німеччина) підірвав ворожий ДОТ і знищив бронетранспортер.
Після закінчення війни продовжив військову службу. У 1950 році завершив Об'єднані курси удосконалення офіцерського складу. У 1968 році старший лейтенант А. Р. Котов вийшов у запас.
Мешкав у селі Цибулівка Великомихайлівського району Одеської області, працював трактористом у колгоспі.

## Нагороди
Нагороджений орденами Вітчизняної війни 1-го ступеня (11.03.1985), Слави 1-го (15.05.1946), 2-го (22.02.1945) та 3-го (29.07.1944) ступенів, медалями, у тому числі «За відвагу» (11.06.1944).